# نعمت شفيق
نعمت شفيق، اقتصادية مصرية-بريطانية وأمريكية، ولدت في الإسكندرية، مصر في عام 1962 رئيسة جامعة كولومبيا منذ 2023.

## السيرة الذاتية

### طفولتها وتعليمها
وُلدت نعمت شفيق في الإسكندرية، مصر، لوالدين مسلمين كانا يعملان في مجال التعليم. كان والدها عالِمًا ومالكًا للأراضي، وكانت العائلة تتمتع بمستوى معيشي مرتفع. أثناء طفولتها، التحقت بمدرسة شوتز الأمريكية في مصر. ولكن عندما كانت في الرابعة من عمرها، قامت الحكومة المصرية بتأميم ممتلكات والدها، مما دفع العائلة إلى الانتقال إلى مدينة سافانا في ولاية جورجيا في منتصف الستينيات، ومن ثم انتقلوا إلى ميامي ورالي في ولاية كارولاينا الشمالية.
تلقت شفيق تعليمها الجامعي في الجامعة الأمريكية بالقاهرة لمدة عام واحد، ثم انتقلت إلى الولايات المتحدة حيث حصلت على درجة البكالوريوس في الاقتصاد والسياسة من جامعة ماساتشوستس في أمهرست في عام 1983، بتقدير "سمّا كوم لودي" وعضوية "في بيتا كابا". بعد ذلك، حصلت على درجة الماجستير في الاقتصاد من كلية لندن للاقتصاد في عام 1986، ثم نالت درجة الدكتوراه في الاقتصاد من جامعة أكسفورد في عام 1989.

### مسيرتها في الاقتصاد
بعد تخرجها من جامعة أكسفورد، انضمت نعمت شفيق إلى البنك الدولي حيث شغلت عدة مناصب، بدأت في قسم البحث حيث عملت على النمذجة الاقتصادية العالمية والتوقعات الاقتصادية، ثم انتقلت لاحقًا للعمل في قضايا البيئة. كما عملت على القضايا الاقتصادية الكبرى في أوروبا والشرق الأوسط، حيث نشرت العديد من الكتب والمقالات حول مستقبل الاقتصاد في المنطقة، واقتصاديات السلام، وأسواق العمل، والتكامل الإقليمي، وقضايا النوع الاجتماعي. وفي سن السادسة والثلاثين، أصبحت شفيق أصغر نائبة لرئيس البنك الدولي على الإطلاق.
حازت شفيق على عدة مناصب أكاديمية حيث عملت كأستاذة مساعدة في قسم الاقتصاد بجامعة جورجتاون من عام 1989 حتى 1994، كما كانت أستاذة زائرة في كلية وارتون لإدارة الأعمال بجامعة بنسلفانيا في ربيع 1996.
في وقت لاحق، انتقلت إلى وزارة التنمية الدولية البريطانية (DFID) حيث عملت مديرة عامة للبرامج الوطنية، حيث كانت مسؤولة عن جميع مكاتب التنمية الدولية في الخارج وتمويلاتها عبر أفريقيا، والشرق الأوسط، وآسيا، وأمريكا اللاتينية، وأوروبا الشرقية. تم تعيينها كأمينة دائمة للوزارة في عام 2008، حيث أشرفت على برنامج مساعدات ثنائي في أكثر من 100 دولة، والسياسات والتمويل المتعدد الأطراف للأمم المتحدة، والاتحاد الأوروبي، والمؤسسات المالية الدولية، والسياسات التنموية العامة والبحوث، وكنت مسؤولة عن 2400 موظف وميزانية بلغت 38 مليار جنيه إسترليني (حوالي 60 مليار دولار أمريكي) خلال الفترة 2011-2014.
شغلت شفيق منصب نائب المدير العام لصندوق النقد الدولي من أبريل 2011 حتى مارس 2014، حيث كانت تشرف على أعمال الصندوق في أوروبا والشرق الأوسط، وميزانية إدارية بقيمة مليار دولار، والموارد البشرية للـ 3000 موظف في الصندوق، وبرامج التدريب والمساعدة التقنية لصانعي السياسات حول العالم.
كما انضمت شفيق إلى بنك إنجلترا كأول نائب محافظ للأسواق والمصارف حيث كانت مسؤولة عن ميزانية البنك التي تبلغ 500 مليار جنيه إسترليني، وشغلت عضوية لجنة السياسة النقدية، ولجنة السياسة المالية، ومجلس السلطة التنظيمية الاحترازية. كما قادت مراجعة البنك للأسواق العادلة والفعالة لمكافحة التصرفات غير القانونية في الأسواق المالية.

## المناصب الرئاسية

### مدرسة لندن للاقتصاد
في 12 سبتمبر 2016، تم الإعلان عن تعيين نعمت شفيق كمديرة قادمة لمدرسة لندن للاقتصاد، لتحل محل عالم الاجتماع كريغ كالهون. تولت المنصب في 1 سبتمبر 2017. خلال فترة قيادتها، عملت على تعزيز مكانة المدرسة عالميًا وزيادة أبحاثها في مجالات الاقتصاد والتنمية.

### جامعة كولومبيا[2][3][4][5]
في 18 يناير 2023، أعلن مجلس أمناء جامعة كولومبيا عن تعيين شفيق رئيسة للجامعة. تولت منصب رئيسة الجامعة في 1 يوليو 2023، وأُقيمت مراسم تنصيبها في 4 أكتوبر 2023. بعد تصاعد النزاع بين إسرائيل وحماس في أكتوبر 2023، ووقوع حادثة بين طالب إسرائيلي وبعض الطلاب، أصدرت شفيق بيانًا أكدت فيه أنه إذا كانت "الخطابات غير قانونية أو تنتهك قواعد الجامعة، فلن يتم التسامح معها".
في نوفمبر 2023، تم دعوتها للمشاركة في جلسة استماع في الكونغرس الأمريكي حول معاداة السامية، لكنها اعتذرت بسبب تعارض في مواعيدها. لاحقًا، أدلت بشهادتها أمام لجنة التعليم في مجلس النواب الأمريكي في أبريل 2024.

### الاحتجاجات المؤيدة لفلسطين والجدل
نتيجة للاحتجاجات داخل الحرم الجامعي من قبل المتظاهرين المؤيدين لفلسطين، طلبت شفيق من شرطة نيويورك إزالة المخيم الذي أقامه المحتجون، مما أدى إلى اعتقال أكثر من 100 طالب في 22 أبريل 2024. وواجهت شفيق انتقادات حادة بسبب تعاملها مع الاحتجاجات، حيث اعتبرها بعض الأساتذة اعتداءً غير مسبوق على حقوق الطلاب.
في 29 أبريل 2024، أعلنت شفيق أن المفاوضات مع المحتجين قد توقفت، وأكدت أن "الجامعة لن تنسحب من إسرائيل". في 10 مايو، صوّت أعضاء هيئة تدريس كلية الآداب والعلوم في كولومبيا بحجب الثقة عنها بسبب قراراتها المتعلقة بالاحتجاجات والاعتقالات.
في 14 أغسطس 2024، قدمت شفيق استقالتها من رئاسة جامعة كولومبيا. بعد استقالتها، أعلنت أنها ستقبل دورًا جديدًا مع وزير الدولة البريطاني للشؤون الخارجية لتنظيم مراجعة لنهج الحكومة البريطانية في التنمية الدولية.

## النشاط الخيري
خدمت شفيق في عدد من المجالس بما في ذلك الفريق الاستشاري للشرق الأوسط في صندوق النقد الدولي، ومنتدى البحوث الاقتصادية للعالم العربي وإيران وتركيا. كما أنها نشطة في مجلس إدارة ومرشدة لجمعية الأقليات العرقية للمواهب التي تدعم الجماعات الممثلة تمثيلا ناقصا للتقدم إلى المناصب العليا في الخدمة المدنية.
وقالت انها ترأس عدة مجموعات استشارية دولية منها: المجموعة الاستشارية لمساعدة الفقراء، وبرنامج المساعدة على إدارة قطاع الطاقة، برنامج مياه الصرف الصحي العالمي و، تحالف المدن، تنمية المعلومات، والعامة -Private التسهيلات الاستشارية البنية التحتية، والمنتدى العالمي لحوكمة الشركات. هي كانت مفيدة في إطلاق كونسورتيوم البنية التحتية أفريقيا.

## الجوائز
في عام 2009، وكانت تسمى «GG2 امرأة العام» في منظمة GG2 جوائز القيادة والتنوع ال11 الجوائز السنوية، التي تديرها وسائل الإعلام مجموعة آسيا والتسويق.

## الحياة الشخصية
تزوجت نعمت شفيق من الاقتصادي المصري محمد العريان في عام 1990 إبان عملهما في البنك الدولي ثم صندوق النقد الدولي. ثم تزوجت عام 2002 زوجها الثاني رافائيل جوفين ولها منه طفلان بالإضافة إلى ثلاثة من أبنائه. تخرجت ابنتها أوليفيا جوفين من برنامج التخطيط العمراني بجامعة كولومبيا.
تتحدث الإنجليزية والعربية والفرنسية.

## الحرب على غزة
في يوم 22 أبريل 2024 أعلنت شفيق - بصفتها رئيسة جامعة كولومبيا - إلغاء حضور الفصول الدراسية في الجامعة، والاستعاضة عنها بالتعليم عن بعد. كانت شفيق قد استدعت قوات الشرطة في 18 أبريل 2024 لفض اعتصامٍ احتجاجيٍ مؤيدٍ للقضية الفلسطينية على مقربةٍ من مركز الحرم الجامعي، نظمه نفرٌ من طلاب الجامعة للمطالبة بمقاطعة إسرائيل والأكاديمية الإسرائيلية، واحتجاجًا على خطاب شفيق أمام مجلس النواب الأمريكي، الذي تطرّقت فيه إلى الحرب على غزة والاحتجاجات داخل الحرم الجامعي. وقد أسفر تدخّل الشرطة يومها عن اعتقال ما يزيد عن مئة طالب.
وقد تعرّض قرار شفيق باستدعاء الشرطة لانتقاداتٍ من قِبَل الرابطة الأمريكية لأساتذة الجامعات، ومنظمة ’بن أمريكا‘ المهتمة بالدفاع عن حرية التعبير وحقوق الإنسان، ورئيسة مدرسة الاتحاد اللاهوتية ’سيرين جونز‘، ومجلس طلاب جامعة كولومبيا. وقد ندّد أعضاء هيئة التدريس في الجامعة بهذا الإجراء، واصفين إياه بأنه "اعتداءٌ غير مسبوقٍ على حقوق الطلاب"، وخرج المئات منهم في مسيرةٍ احتجاجيةٍ، ووقّعوا خطابًا مفتوحًا انتقدوا فيه تعامل شفيق مع المحتجين.
تواجه نعمت شفيق انتقاداتٍ حادةً؛ فثمة من يدعي أنها لا تتخذ خطوات وإجراءات كافية للدفاع والمحافظة على الطلبة اليهود، وثمة من ينتقدها على أنها تنتهك حقوق حرية التعبير في ما يخص حرب الإبادة على غزة.
وفي 14 أغسطس 2024 أعلنت استقالتها من جامعة كولومبيا بعد تسببها في أحداث دامية وقمع للطلبة والأساتذة.